# Paul Bénichou
Paul Bénichou, francoski pisatelj, kritik in literarni zgodovinar, * 19. september 1908, Tlemcen, † 14. maj 2001, Pariz.
Študiral je na Lycée Louis-le-Grand in École Normale Supérieure.